# Suicidal adage
Suicidal adage es un EP de Lendi Vexer. Este EP fue lanzado en el año 2004 de manera independiente, y logró estar entre los primeros lugares en las descargas de MP3 del género y cosechando elogios y críticas de los más destacados seguidores del estilo principalmente en el Reino Unido, Brasil y Estados Unidos.

## Lista de canciones
1. Tribute to desolation
2. Escape
3. Nothing was special
4. Suicidal adage
5. Más Bonus track (Natalie tocando el Theremín)

- Datos: Q6135326